# Бурчак (колонія)
Бурчак (пол. Burczak, рос. Бурчак) — колишня колонія у Сербівській волості Новоград-Волинського повіту Волинської губернії та Засимівській і Карпилівській сільських радах Городницького району Коростенської й Волинської округ.
Лютеранське поселення, лежало за 15 км північніше міста Новоград-Волинський, належало до лютеранської парафії у Новограді-Волинському.

## Населення
В кінці 19 століття в поселенні проживало 139 мешканців, дворів — 20 (за Цинкаловським — 19 дворів), у 1906 році — 143 жителі, дворів — 24, у 1910 році — 109 осіб.
Станом на 1923 рік нараховувалося 12 дворів та 67 мешканців, у 1924 році — 315 осіб (з перевагою польської національности), дворів — 46.

## Історія
В кінці 19 століття — колонія Сербівської волості Новоград-Волинського повіту, за 16 верст від Новограда-Волинського.
У 1906 році — колонія Сербівської волості (2-го стану) Новоград-Волинського повіту Волинської губернії. Відстань до повітового центру, м. Новоград-Волинський, становила 16 верст, до волосного центру, с. Серби — 10 верст. Найближче поштово-телеграфне відділення розташовувалося у містечку Емільчин.
У 1923 році увійшла до складу новоствореної Засимівської сільської ради, яка, 7 березня 1923 року, включена до складу новоутвореного Городницького району Житомирської (згодом — Волинська) округи. Розміщувалася за 24 версти від районного центру, міст. Городниця, та 4 версти — від центру сільської ради, кол. Засимівка. 20 липня 1927 року колонію підпорядковано новоствореній Карпилівській сільській раді Городницького району Коростенської округи.
Знята з обліку населених пунктів до 1 жовтня 1941 року.